# Parastrangalis dalihodi
Parastrangalis dalihodi là một loài bọ cánh cứng trong họ Cerambycidae.